# Andres Luure

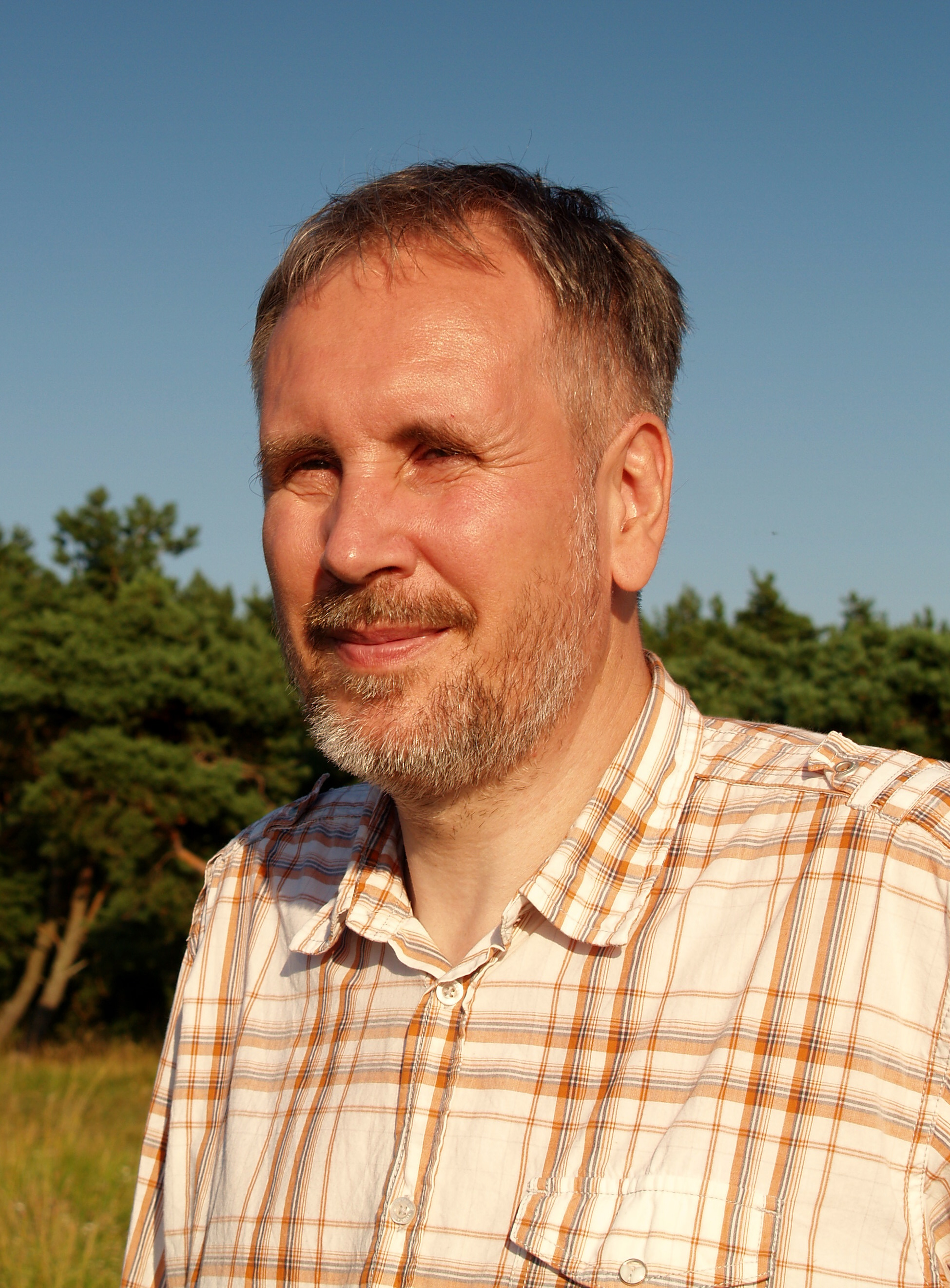
Andres Luure (2009)

Andres Luure (* 22. Mai 1959) ist ein estnischer Mathematiker, Philosoph und Übersetzer.

## Leben
Andres Luure studierte Mathematik an der Lomonossow-Universität, die er 1983 abschloss. 1998 machte er seinen Master-Abschluss mit der Arbeit „A combinatorial model of referring“. 2006 wurde er im Fach Semiotik an der Universität Tartu promoviert. Seit 2009 ist er als Dozent an der Universität Tallinn tätig. Daneben ist Andres Luure als Übersetzer philosophischer Werke aktiv, z. B. von Ludwig Wittgenstein, Jürgen Habermas und Gilbert Ryle.
Andres Luure beteiligt sich an der Wikipedia. Für seinen wesentlichen Beitrag zur estnischsprachigen Wikipedia wurde er 2013 mit dem Orden des weißen Sterns V. Klasse ausgezeichnet.